# Arroyo Seco (kommun)
Arroyo Seco är en kommun i Mexiko.   Den ligger i delstaten Querétaro Arteaga, i den centrala delen av landet, 230 km norr om huvudstaden Mexico City.
Följande samhällen finns i Arroyo Seco:
- El Quirino
- Las Trancas
- Mesas de Agua Fría
- La Mohonera